# Международная социалистическая тенденция
Международная социалистическая тенденция или Интернациональная социалистическая тенденция, ИСТ (англ. International Socialist Tendency, IST) — международное объединение политических организаций вокруг идей Тони Клиффа, основателя Социалистической рабочей партии в Великобритании. Секции ИСТ существуют по всему миру, однако наиболее сильные организации находятся в Великобритании, Греции и Ирландии. ИСТ не обладает формальной международной структурой. 
Политика ИСТ близка к политике многих троцкистских интернационалов. Однако существенное отличие этой тенденции от других состоит в подходе к вопросу о природе Советского Союза. ИСТ стоит на позиции, что в СССР был государственный капитализм, а не деформированное рабочее государство. Также к числу теорий, отличающих их от других тенденций, относится теория перманентной военной экономики («permanent arms economy»).

## История
ИСТ начинает свою историю с британской группы, сформировавшейся вокруг журнала «Socialist Review». Группа появилась после того, как в 1950 году Тони Клифф и его сторонники были исключены из группы «The Club» и, соответственно, из Четвёртого интернационала.
В течение 1950-х годов группа «Socialist Review» имела хорошие отношения с американской Международной социалистической лигой (МСЛ), лидером которой был Макс Шахтман, до того, как она распалась в 1958 году. Группа поддерживала отношения с товарищами, вышедшими из этой организации, а также в индивидуальном порядке с членами Четвертого интернационала. Однако, до 1960-х годов они не имели значительного роста числа сторонников.
Теория перманентной военной экономики развивалась Т. Н. Вэнсом в серии публикаций в течение 1951 года в журнале американской МСЛ «Новый интернационал», хотя базируется на кейнсианской теории, и была разработана в марксистской ключе Тони Клиффом в начале 1950-х годов. В дальнейшем идея разрабатывалась такими теоретиками, как Майк Кидрон, Нигель Харрис и Крис Харман.
В 1960-е годы группа приняла название «Международные социалисты» (МС). В этот период группа выходит на международный уровень, устанавливает связи с товарищами в других странах, которые начинают создавать у себя организации. Одним из первых было Социалистическое рабочее движение в Ирландии в 1971 году, за ним последовало формирование групп в Австралии, Канаде и Германии. Были установлены связи с организацией «Независимые социалисты» (позднее — «Международные социалисты») в США. Эти связи привели к расколу американских «Международных социалистов» в 1978 году, и формированию Международной социалистической организации, тесно связанной с британской СРП.
В конце 1960-х «Международные социалисты» также участвовали во встречах, организованных французской «Рабочей борьбой», на которых также присутствовали американские «Международные социалисты». В тот период МС и РБ представляли собою полу-синдикалистскую тенденцию в мировом троцкистском движении. Встречи посещали самые разные политические группы, такие как, например, операисты из «Рабочей автономии» («Autonomia Operaia»).
Несмотря на эти успехи, это не было формальным объединением. Тем временем, международные встречи лидеров «Международных социалистов» развивались, и обычно проходили в рамках Марксистской летней школы СРП в Лондоне.
В 1980-х годах новые группы появились во Франции, Бельгии, Дании, Нидерландах, Норвегии, а Греции. Группа турецких клиффистов в это время вербовала себе сторонников в Германии и Британии.
1990-е годы были периодом дальнейшего роста ИСТ — были основаны организации в Австрии, Кипре, Испании, Новой Зеландии, Южной Африке, Зимбабве и Корее. Также были созданы организации в бывших сталинистских государствах — Польше и Чехии. Однако в эти года происходит несколько отколов от организации, которые не были связаны друг с другом. Но создавалось впечатление, что они имеют под собою одну основу. По мнению членов некоторых групп, причина отколов крылась во внутреннем режиме внутри их организаций, которые все более бюрократизировались, а также в недостатке демократичности и подотчётности руководства на международном уровне. Группы, которых коснулись расколы, находились в Бельгии, Германии, Южной Африке, Ирландии, Зимбабве, Австралии, Новой Зеландии, Канаде и Франции. В Бельгии большинство группы вошло в состав местной секции Комитета за рабочий интернационал.
В последующие несколько лет ознаменовались противоречивым развитием Тенденции. Были сформированы новые группы в Австрии, Пакистане, Ботсване, Ливане, Уругвае, Финляндии, Швеции и Гане. В это же время руководство Международной социалистической организации, секции в США, начало дискуссию с руководством британской СРП о важности антикапиталистического и антиглобалистского движения, вылившегося в многотысячную демонстрацию в Сиэтле в ноябре 1999 года. Однако в конечном итоге МСО была исключена из Тенденции, а небольшая часть, верная ИСТ, вышла из организации и основала небольшую группу «Левый поворот» («Left Turn»). Различные течения внутри антиглобалистского/альтерглобастского движения и его политические перспективы были впоследствии проанализированы в книге ведущего теоретика ИСТ Алекса Каллиникоса «Антикапиталистический манифест» (2003).
В Греции в Социалистической рабочей партии также произошел раскол, в результате которого из неё вышло меньшинство, сформировавшее организацию «Международные рабочие левые» («Internationalist Workers' Left», ΔΕΑ). Ныне греческая СРП действует в рамках внепарламентского леворадикального фронта «Объединённе антикапиталистические левые» (АНТАРСИА), а ΔΕΑ присоединилась к Коалиции радикальных левых. В ряде стран Европы секции ИСТ также вошли в состав более широких левых объединений вроде датской Красно-зелёная коалиции (группа «Международные социалисты») и нидерландской Соцпартии.
На современном этапе существенную протестную активность проявляет ряд секций Тенденции в странах «Третьего мира». В Таиланде активист местного «Левого поворота» профессор Тчи Унгпакорн играл важную роль в движении «краснорубашечников». «Революционные социалисты», египетская секция ИСТ, стали одной из активнейших левых групп, принимавших участие в революционных событиях в Египте в 2011 году, а 23-летняя представительница движения, блогер Жижи Ибрагим — одним из узнаваемых лиц площади Тахрир. Одновременно в Зимбабве режим Мугабе арестовал 52 активиста, связанных с входящей в ИСТ Международной социалистической организацией, собравшихся на дискуссию об «Арабской весне». Суд над ними грозит закончиться смертной казнью.

## Организации связанные с ИСТ

### Секции
- Австралия — группа «Солидарность» (Solidarity)
- Австрия — группа «Налево сейчас!» (Linkswende jetzt!)
- Ботсвана — организация «Интернациональные социалисты Ботсвана» (International Socialists Botswana)
- Великобритания — Социалистическая рабочая партия (Socialist Workers Party). Крупнейшая революционная социалистическая организация в Великобритании.
- Гана — Интернациональная социалистическая организация (International Socialist Organization)
- Греция — Социалистическая рабочая партия (Sosialistiko Ergatiko Komma) внутри коалиции АНТАРСИЯ (ΑΝΤ.ΑΡ.ΣΥ.Α)
- Дания — организация «Интернациональные социалисты» (Internationale Socialister)
- Зимбабве — Интернациональная социалистическая организация (International Socialist Organisation)
- Ирландия — организация «Интернациональная социалистическая сеть» (International Socialist Network)
- Испания — организация «Маркс21» (Marx21)
- Кипр — группа «Рабочая демократия» (Ergatiki Dimokratia)
- Нигерия — Социалистическая рабочая и молодёжная лига (Socialist Workers & Youth League)
- Нидерланды —  организация «Интернациональные социалисты» (Internationale Socialisten)
- Норвегия — сеть «Интернациональные социалисты» (Internasjonale Sosialister) внутри партии «Красные» (Rødt)
- Пакистан — Организация революционных социалистов (Revolutionary Socialists Organization)
- Польша — группа «Рабочая демократия» (Pracownicza Demokracja)
- США — организация «Маркс21» (Marx21)
- Таиланд — группа «Социалистический рабочий Таиланд» (Socialist Worker Thailand)
- Турция — две секции: «Маркс-21» (Marx-21) и Революционная социалистическая рабочая партия (Devrimci Sosyalist İşçi Partisi)
- Финляндия — группа «Социалистический союз» (Sosialistiliitto)
- Чехия — группа «Социалистическая солидарность» (Socialistická Solidarita)
- Швеция — организация «Интернациональные социалисты» (Internationella Socialister)
- ЮАР — группа «Держите лево» (Keep Left)
- Южная Корея — «Рабочая солидарность» (Нодонджаёндэ)

### Идейно близкие
Организации, партии и группы разделяющие идеи ИСТ, но, по тем или иным соображениям, не состоящие или покинувшие интернационал:
- Австралия — организация «Социалистическая альтернатива» (Socialist Alternative)
- Великобритания — две группы: «революционный социализм в 21 веке» (revolutionary socialism in the 21 century) и «Ответный огонь» (Counterfire).
- Германия — сеть «Маркс 21» (Marx 21) внутри Левой партии (Die Linke). Их активисты представлены в советах Саксонии и Тюрингии.
- Греция — организация «Интернационалистическая рабочая левая» (Διεθνιστική Εργατική Αριστερά)
- Египет — организация «Революционные социалисты» (аль-иштиракийюн ан-саврийюн)
- Новая Зеландия — Интернациональная социалистическая организация Новая Зеландия (International Socialist Organisation Aotearoa)
- Пуэрто-Рико — Интернациональная социалистическая организация (Organización Socialista Internacional)
- Сербия — организация «Маркс21» (Marks21)
- Сирия —  организация «Сирийское революционное левое течение»
- Франция — группа «Что делать?» (Que Faire ?)
- Франция — «Международный социализм» (Socialisme International)
- Шотландия — Интернациональная социалистическая группа (International Socialist Group)

### Ныне не существующие
- Германия — группа «Сдвиг влево» (Linksruck). Распущена в 2007 году, после чего бывшими активистами группы был основан журнал «Маркс 21».
- США  — Интернациональная социалистическая организация (International Socialist Organization). Крупнейшая революционная социалистическая организация в США в своё время. Покинула интернационал в 2001 году, распалась в 2019 году.
- Турция — Антикапиталистическая партия (Antikapitalist Parti). Распались в 2010 году, основав после этого журнал Маркс-21.
- Россия — группа «Социалистическая тенденция». В 2022 году покинула ИСТ и присоединилась к Революционной коммунистической интернациональной тенденции.[1]

## ИСТ в России

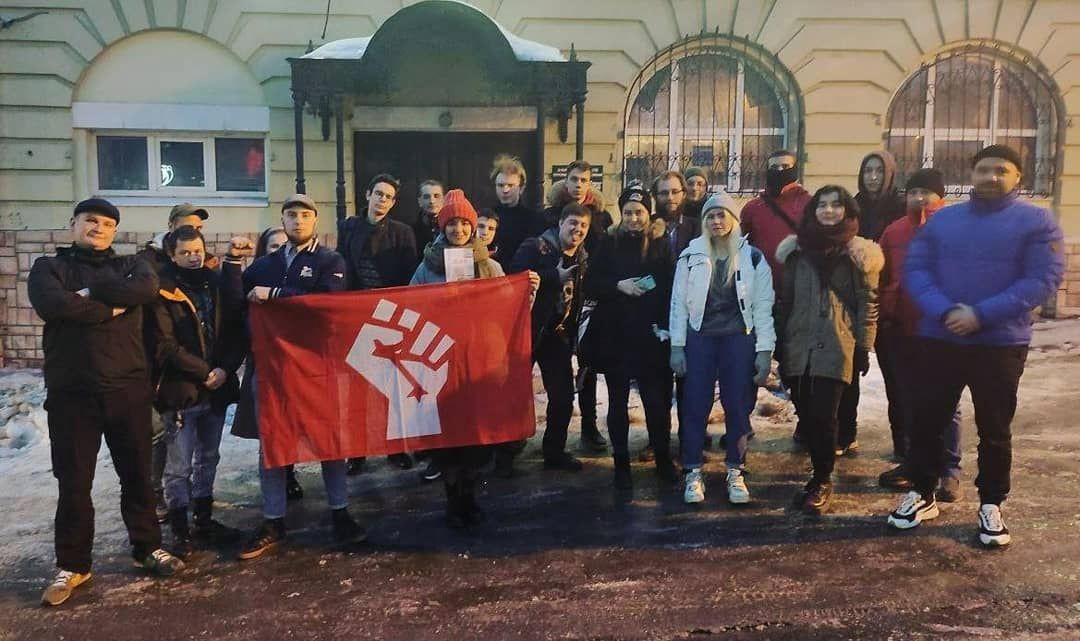
Активисты российской секции ИСТ

В России существовали две группы, поддерживавшие отношения с Международной социалистической тенденцией: Революционные пролетарские ячейки (или группа «Рабочая борьба») в Петербурге и группа «Социалистическая солидарность» в Москве. Однако обе эти организации прекратили своё существование ко второй половине 1990-х годов.
В 2019 году в Нижнем Новгороде сформировалась группа марксистов, впоследствии перешедшая на клиффистские позиции. В июле 2021 года российская группа была принята в интернационал. В настоящее время группа имеет ячейки в Москве и Нижнем Новгороде. В 2022 году российская «Социалистическая тенденция» покинула МСТ из-за недостаточного осуждения последней российского империализма и его нападения на Украину, перейдя в Революционную коммунистическую интернациональную тенденцию (РКИТ).